# دهمین جشنواره فیلم یوکوهاما
دهمین جشنواره فیلم یوکوهاما (به ژاپنی: 第10回ヨコハマ映画祭) دهمین دورهٔ جشنواره فیلم یوکوهاما است که در تاریخ ۱۲ فوریه ۱۹۸۹ میلادی در شهر یوکوهاما، استان کاناگاوا کشور ژاپن برگزار شد.

## جوایز
- بهترین فیلم: Rock yo shizukani nagareyo[۲]
- بهترین بازیگر جدید مرد: Otokogumi (Shoji Narita, Kazuya Takahashi, Kenichi Okamoto, and Koyo Maeda) – Rock yo shizukani nagareyo
- بهترین بازیگر نقش اول مرد: هیرویوکی سانادا – Kaitō Ruby
- بهترین بازیگر نقش اول زن: کیوکو کویزومی – Kaitō Ruby
- بهترین بازیگر جدید زن: یوکاری تاچیبانا – Neko no youni
- بهترین بازیگر نقش مکمل مرد: Tsurutarō Kataoka – Ijintachi tono natsu
- بهترین بازیگر نقش مکمل زن: Shuko Honami – Ureshi hazukashi monogatari
- بهترین کارگردان:
  - Shūsuke Kaneko – 1999 - Nen no natsu yasumi, Rasuto kyabaree
  - شونیچی ناگاساکی – Rock yo shizukani nagareyo
- بهترین کارگردان جدید: Koji Enokido – Futari botchi
- بهترین فیلمنامه: Shoichi Maruyama – Futari botchi, Rabu sutori o kimini
- بهترین فیلمبرداری: کنجی تاکاما – 1999 - Nen no natsu yasumi